# Nascar Nextel Cup Series 2006
Nascar Nextel Cup Series 2006 var den 58:e upplagan av den främsta divisionen av professionell stockcarracing i USA sanktionerad av National Association for Stock Car Auto Racing.
Säsongen bestod av 36 race och inleddes på Daytona International Speedway med uppvisningsloppen Budweiser Shootout 12 februari och Gatorade Duel 16 februari, vilket även var slutkval till den 48:e upplagan av Daytona 500. Säsongen avslutades 19 november på Homestead-Miami Speedway med Ford 400. Serien vanns av Jimmie Johnson i en Chevrolet körande för Hendrick Motorsports. Det var hans första av sammanlagt sju mästerskapstitlar. Chevrolet vann märkesmästerskapet för fjärde året i rad.

## Tävlingskalender
| Nr                       | Officiellt namn                        | Bana                                                        | Datum        |
| ------------------------ | -------------------------------------- | ----------------------------------------------------------- | ------------ |
| U                        | Budweiser Shootout                     | Daytona International Speedway, Daytona Beach, Florida      | 12 februari  |
| KV                       | Gatorade Duel                          | Daytona International Speedway, Daytona Beach, Florida      | 16 februari  |
| 1                        | Daytona 500                            | Daytona International Speedway, Daytona Beach, Florida      | 19 februari  |
| 2                        | Auto Club 500                          | California Speedway, Fontana, Kalifornien                   | 26 februari  |
| 3                        | UAW-DaimlerChrysler 400                | Las Vegas Motor Speedway, Las Vegas, Nevada                 | 12 mars      |
| 4                        | Golden Corral 500                      | Atlanta Motor Speedway, Hampton, Georgia                    | 19 20 mars   |
| 5                        | Food City 500                          | Bristol Motor Speedway, Bristol, Tennessee                  | 26 mars      |
| 6                        | DirecTV 500                            | Martinsville Speedway, Ridgeway, Virginia                   | 12 april     |
| 7                        | Samsung/RadioShack 500                 | Texas Motor Speedway, Fort Worth, Texas                     | 9 april      |
| 8                        | Subway Fresh 500                       | Phoenix International Raceway, Phoenix, Arizona             | 22 april     |
| 9                        | Aaron's 499                            | Talladega Superspeedway, Talladega, Alabama                 | 1 maj        |
| 10                       | Crown Royal 400                        | Richmond International Raceway, Richmond, Virginia          | 6 maj        |
| 11                       | Dodge Charger 500                      | Darlington Raceway, Darlington, South Carolina              | 13 maj       |
| U                        | Nextel Open                            | Lowe's Motor Speedway, Concord, North Carolina              | 20 maj       |
| U                        | Nextel All-Star Challenge              | Lowe's Motor Speedway, Concord, North Carolina              | 20 maj       |
| 12                       | Coca-Cola 600                          | Lowe's Motor Speedway, Concord, North Carolina              | 28 maj       |
| 13                       | Neighborhood Excellence 400            | Dover International Speedway, Dover, Delaware               | 4 juni       |
| 14                       | Pocono 500                             | Pocono Raceway, Long Pond, Pennsylvania                     | 11 juni      |
| 15                       | 3M Performance 400                     | Michigan International Speedway, Brooklyn, Michigan         | 18 juni      |
| 16                       | Dodge/Save Mart 350                    | Infineon Raceway, Sonoma, Kalifornien                       | 25 juni      |
| 17                       | Pepsi 400                              | Daytona International Speedway, Daytona Beach, Florida      | 1 juli       |
| 18                       | USG Sheetrock 400                      | Chicagoland Speedway, Joliet, Illinois                      | 9 juli       |
| 19                       | Lenox Industrial Tools 300             | New Hampshire International Speedway, Loudon, New Hampshire | 16 juli      |
| 20                       | Pennsylvania 500                       | Pocono Raceway, Long Pond, Pennsylvania                     | 23 juli      |
| 21                       | Allstate 400 at the Brickyard          | Indianapolis Motor Speedway, Speedway, Indiana              | 6 augusti    |
| 22                       | AMD at The Glen                        | Watkins Glen International, Watkins Glen, New York          | 13 augusti   |
| 23                       | GFS Marketplace 400                    | Michigan International Speedway, Brooklyn, Michigan         | 20 augusti   |
| 24                       | Sharpie 500                            | Bristol Motor Speedway, Bristol, Tennessee                  | 26 augusti   |
| 25                       | Sony HD 500                            | California Speedway, Fontana, Kalifornien                   | 3 september  |
| 26                       | Chevy Rock & Roll 400                  | Richmond International Raceway, Richmond, Virginia          | 9 september  |
| Chase for the Nextel Cup |                                        |                                                             |              |
| 27                       | Sylvania 300                           | New Hampshire International Speedway, Loudon, New Hampshire | 17 september |
| 28                       | Dover 400                              | Dover International Speedway, Dover, Delaware               | 24 september |
| 29                       | Banquet 400 Presented by Conagra Foods | Kansas Speedway, Kansas City, Kansas                        | 1 oktober    |
| 30                       | UAW-Ford 500                           | Talladega Superspeedway, Talladega, Alabama                 | 8 oktober    |
| 31                       | Bank of America 500                    | Lowe's Motor Speedway, Concord, North Carolina              | 14 oktober   |
| 32                       | Subway 500                             | Martinsville Speedway, Ridgeway, Virginia                   | 22 oktober   |
| 33                       | Bass Pro Shops MBNA 500                | Atlanta Motor Speedway, Hampton, Georgia                    | 29 oktober   |
| 34                       | Dickies 500                            | Texas Motor Speedway, Fort Worth, Texas                     | 5 november   |
| 35                       | Checker Auto Parts 500                 | Phoenix International Raceway, Phoenix, Arizona             | 12 november  |
| 36                       | Ford 400                               | Homestead-Miami Speedway, Homestead, Florida                | 19 november  |

## Resultat
| Nr | Tävling                                      | Pole position   | Flest ledda varv   | Vinnare            | Team                     | Konstruktör | Rapport |
| -- | -------------------------------------------- | --------------- | ------------------ | ------------------ | ------------------------ | ----------- | ------- |
| U  | Budweiser Shootout                           | Ken Schrader    | Ken Schrader       | Denny Hamlin       | Joe Gibbs Racing         | Chevrolet   | Rapport |
| KV | Gatorade Duel 1                              | Jeff Burton     | Elliott Sadler     | Elliott Sadler     | Robert Yates Racing      | Ford        | Rapport |
| KV | Gatorade Duel 2                              | Jeff Gordon     | Jeff Gordon        | Jeff Gordon        | Hendrick Motorsports     | Chevrolet   | Rapport |
| 1  | Daytona 500                                  | Jeff Burton     | Dale Earnhardt Jr. | Jimmie Johnson     | Hendrick Motorsports     | Chevrolet   | Rapport |
| 2  | Auto Club 500                                | Kurt Busch      | Greg Biffle        | Matt Kenseth       | Roush Racing             | Ford        | Rapport |
| 3  | UAW-Daimler Chrysler 400                     | Greg Biffle     | Matt Kenseth       | Jimmie Johnson     | Hendrick Motorsports     | Chevrolet   | Rapport |
| 4  | Golden Corral 500                            | Kasey Kahne     | Greg Biffle        | Kasey Kahne        | Evernham Motorsports     | Dodge       | Rapport |
| 5  | Food City 500                                | Tony Stewart    | Tony Stewart       | Kurt Busch         | Penske Racing South      | Dodge       | Rapport |
| 6  | DirecTV 500                                  | Jimmie Johnson  | Tony Stewart       | Tony Stewart       | Joe Gibbs Racing         | Chevrolet   | Rapport |
| 7  | Samsung/RadioShack 500                       | Kasey Kahne     | Tony Stewart       | Kasey Kahne        | Evernham Motorsports     | Dodge       | Rapport |
| 8  | Subway Fresh 500                             | Kyle Busch      | Greg Biffle        | Kevin Harvick      | Richard Childress Racing | Chevrolet   | Rapport |
| 9  | Aaron's 499                                  | Elliott Sadler  | Jeff Gordon        | Jimmie Johnson     | Hendrick Motorsports     | Chevrolet   | Rapport |
| 10 | Crown Royal 400                              | Greg Biffle     | Kevin Harvick      | Dale Earnhardt Jr. | Dale Earnhardt Inc.      | Chevrolet   | Rapport |
| 11 | Dodge Charger 500                            | Kasey Kahne     | Greg Biffle        | Greg Biffle        | Roush Racing             | Ford        | Rapport |
| U  | Nextel Open                                  | Scott Riggs     | Scott Riggs        | Scott Riggs        | Evernham Motorsports     | Dodge       | Rapport |
| U  | Nextel All-Star Challenge                    | Kasey Kahne     | Jimmie Johnson     | Jimmie Johnson     | Hebdrick Motorsports     | Chevrolet   | Rapport |
| 12 | Coca-Cola 600                                | Scott Riggs     | Kasey Kahne        | Kasey Kahne        | Evernham Motorsports     | Dodge       | Rapport |
| 13 | Neighborhood Excellence 400                  | Ryan Newman     | Jamie McMurray     | Matt Kenseth       | Roush Racing             | Ford        | Rapport |
| 14 | Pocono 500                                   | Denny Hamlin    | Denny Hamlin       | Denny Hamlin       | Joe Gibbs Racing         | Chevrolet   | Rapport |
| 15 | 3M Performance 400                           | Kasey Kahne     | Jeff Gordon        | Kasey Kahne        | Evernham Motorsports     | Dodge       | Rapport |
| 16 | Dodge/Save Mart 350                          | Kurt Busch      | Jeff Gordon        | Jeff Gordon        | Hendrick Motorsports     | Chevrolet   | Rapport |
| 17 | Pepsi 400                                    | Boris Said      | Tony Stewart       | Tony Stewart       | Joe Gibbs Racing         | Chevrolet   | Rapport |
| 18 | USG Sheetrock 400                            | Jeff Burton     | Matt Kenseth       | Jeff Gordon        | Hendrick Motorsports     | Chevrolet   | Rapport |
| 19 | Lenox Industrial Tools 300                   | Ryan Newman     | Kyle Busch         | Kyle Busch         | Hendrick Motorsports     | Chevrolet   | Rapport |
| 20 | Pennsylvania 500                             | Denny Hamlin    | Denny Hamlin       | Denny Hamlin       | Joe Gibbs Racing         | Chevrolet   | Rapport |
| 21 | Allstate 400 at the Brickyard                | Jeff Burton     | Jeff Burton        | Jimmie Johnson     | Hendrick Motorsports     | Chevrolet   | Rapport |
| 22 | AMD at the Glen                              | Kurt Busch      | Kurt Busch         | Kevin Harvick      | Richard Childress Racing | Chevrolet   | Rapport |
| 23 | GFS Marketplace 400                          | Jeff Burton     | Matt Kenseth       | Matt Kenseth       | Roush Racing             | Ford        | Rapport |
| 24 | Sharpie 500                                  | Kurt Busch      | Jeff Burton        | Matt Kenseth       | Roush Racing             | Ford        | Rapport |
| 25 | Sony HD 500                                  | Kurt Busch      | Kasey Kahne        | Kasey Kahne        | Evernham Motorsports     | Dodge       | Rapport |
| 26 | Chevy Rock & Roll 400                        | Denny Hamlin    | Kyle Busch         | Kevin Harvick      | Richard Childress Racing | Chevrolet   | Rapport |
| 27 | Sylvania 300                                 | Kevin Harvick   | Kevin Harvick      | Kevin Harvick      | Richard Childress Racing | Chevrolet   | Rapport |
| 28 | Dover 400                                    | Jeff Gordon     | Matt Kenseth       | Jeff Burton        | Richard Childress Racing | Chevrolet   | Rapport |
| 29 | Banquet 400 Presented by Conagra Foods       | Kasey Kahne     | Jimmie Johnson     | Tony Stewart       | Joe Gibbs Racing         | Chevrolet   | Rapport |
| 30 | UAW-Ford 500                                 | David Gilliland | Dale Earnhardt Jr. | Brian Vickers      | Hendrick Motorsports     | Chevrolet   | Rapport |
| 31 | Bank of America 500                          | Scott Riggs     | Kasey Kahne        | Kasey Kahne        | Evernham Motorsports     | Dodge       | Rapport |
| 32 | Subway 500                                   | Kurt Busch      | Jimmie Johnson     | Jimmie Johnson     | Hendrick Motorsports     | Chevrolet   | Rapport |
| 33 | Bass Pro Shops MBNA 500                      | Matt Kenseth    | Tony Stewart       | Tony Stewart       | Joe Gibbs Racing         | Chevrolet   | Rapport |
| 34 | Dickies 500                                  | Brian Vickers   | Tony Stewart       | Tony Stewart       | Joe Gibbs Racing         | Chevrolet   | Rapport |
| 35 | Checker Auto Parts 500 presented by Pennzoil | Jeff Gordon     | Kevin Harvick      | Kevin Harvick      | Richard Childress Racing | Chevrolet   | Rapport |
| 36 | Ford 400                                     | Kasey Kahne     | Kasey Kahne        | Greg Biffle        | Roush Racing             | Ford        | Rapport |

## Slutställning

### Förarmästerskapet
| Plats | Förare             | Team                                     | Märke      | Poäng |
| ----- | ------------------ | ---------------------------------------- | ---------- | ----- |
| 1     | Jimmie Johnson     | Hendrick Motorsports                     | Chevrolet  | 6470  |
| 2     | Matt Kenseth       | Roush Racing                             | Ford       | 6414  |
| 3     | Denny Hamlin       | Joe Gibbs Racing                         | Chevrolet  | 6407  |
| 4     | Kevin Harvick      | Richard Childress Racing                 | Chevrolet  | 6397  |
| 5     | Dale Earnhardt Jr. | Dale Earnhardt Inc.                      | Chevrolet  | 6333  |
| 6     | Jeff Gordon        | Hendrick Motorsports                     | Chevrolet  | 6246  |
| 7     | Jeff Burton        | Richard Childress Racing                 | Chevrolet  | 6226  |
| 8     | Kasey Kahne        | Evernham Motorsports                     | Dodge      | 6173  |
| 9     | Mark Martin        | Roush Racing                             | Ford       | 6068  |
| 10    | Kyle Busch         | Hendrick Motorsports                     | Chevrolet  | 6022  |
| 11    | Tony Stewart       | Joe Gibbs Racing                         | Chevrolet  | 4727  |
| 12    | Carl Edwards       | Roush Racing                             | Ford       | 4428  |
| 13    | Greg Biffle        | Roush Racing                             | Ford       | 4075  |
| 14    | Kurt Busch         | Penske Racing                            | Dodge      | 3950  |
| 15    | Casey Mears        | Chip Ganassi Racing                      | Dodge      | 3924  |
| 16    | Brian Vickers      | Hendrick Motorsports                     | Chevrolet  | 3906  |
| 17    | Clint Bowyer       | Richard Childress Racing                 | Chevrolet  | 3833  |
| 18    | Ryan Newman        | Penske Racing                            | Dodge      | 3748  |
| 19    | Martin Truex Jr.   | Chip Ganassi Racing                      | Dodge      | 3673  |
| 20    | Scott Riggs        | Valvoline Evernham Racing                | Dodge      | 3619  |
| 21    | Bobby Labonte      | Richard Petty Enterprises                | Dodge      | 3567  |
| 22    | Elliott Sadler     | Robert Yates Racing Evernham Motorsports | Ford Dodge | 3469  |
| 23    | Dale Jarrett       | Robert Yates Racing                      | Ford       | 3463  |
| 24    | Reed Sorenson      | Chip Ganassi Racing                      | Dodge      | 3434  |
| 25    | Jamie McMurray     | Roush Racing                             | Ford       | 3405  |
| 26    | Dave Blaney        | Bill Davis Rcaing                        | Dodge      | 3259  |
| 27    | Joe Nemechek       | MB2 Motorsports                          | Dodge      | 3255  |
| 28    | Jeff Green         | Haas CNC Racing                          | Chevrolet  | 3253  |
| 29    | JJ. Yeley          | Joe Gibbs Racing                         | Chevrolet  | 3220  |
| 30    | Robby Gordon       | Robby Gordon Motorsports                 | Chevrolet  | 3163  |

### Märkesmästerskapet
| Pos     | Tillverkare | Vinster | Poäng |
| ------- | ----------- | ------- | ----- |
| 1       | Chevrolet   | 23      | 279   |
| 2       | Dodge       | 7       | 203   |
| 3       | Ford        | 6       | 202   |
| Källor: |             |         |       |